# Cerchio (ginnastica ritmica)

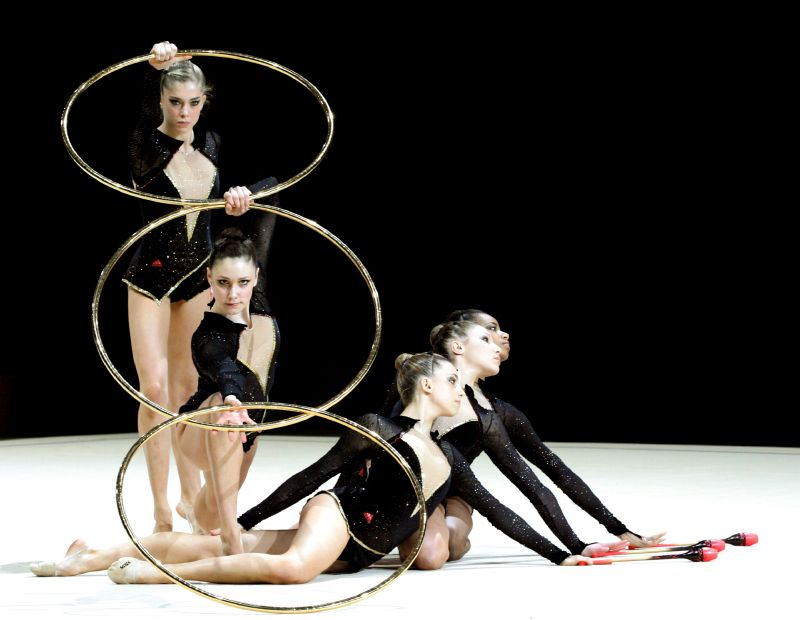
Ginnastica ritmica di gruppo con i cerchi

Il cerchio è uno dei cinque attrezzi utilizzati nella ginnastica ritmica.
Nell'agonistica il diametro del cerchio varia dagli 80 ai 90 cm, in base all'altezza della ginnasta. Quest'attrezzo è di circa 300g ed è generalmente realizzato in plastica.
Nell'esercizio con il cerchio non c'è un gruppo corporeo predominante e devono essere presenti tutti i tipi di gruppi corporei (salti, giri o pivots, equilibri e souplesse) in maniera omogenea.
L'attrezzo ha un colore di base definito, ma spesso le ginnaste lo rivestono con strisce adesive variopinte e scotch colorati, talvolta anche brillantinati, per migliorarne l'aspetto coreografico.
Il cerchio è un attrezzo che può adattarsi ad ogni tipo di musica veloce o lenta che sia, basta saperla accompagnare. Le varie modalità di lancio sono infinite, altrettanto con le riprese.
Per individuare la misura del cerchio adatta occorre misurare con il metro dai piedi, con il tallone poggiato a terra, fino al fianco. Ad esempio, per una bambina di 11-12 anni, la misura è indicativamente 85.